# Список заслуженных артистов Молдавской ССР
Список заслуженных артистов Молдавской ССР — перечень получивших почётное звание заслуженный артист Молдавской ССР. Присваивалось  звание Президиумом Верховного Совета Молдавской ССР за высокое мастерство, содействие развитию искусства  выдающимся деятелям искусства, особо отличившимся в деле развития театра, музыки, кино, цирка, режиссёрам, композиторам, дирижёрам, концертмейстерам, художественным руководителям музыкальных, хоровых, танцевальных и других коллективов, другим творческим работникам, музыкантам-исполнителям.
Ниже приведён список по годам присвоения звания.
Учреждено 14 марта 1941 года. Последнее награждение в 1991 году.

## 1940-е

### 1945
- Штирбу, Кирилл Антонович (1915—1997) — актёр

### 1949
- Чебан, Тамара Савельевна (1914—1990) — певица, исполнительница молдавских народных песен[1]

## 1950-е

### 1951
- Дальский, Владимир Михайлович (1912—1998) — актёр[2]

### 1952
- Масальская, Нина Николаевна (1901—1989) — советская молдавская актриса театра.

### 1953
- Гуртовой, Тимофей Иванович (1919—1981), дирижёр, тромбонист[3].
- Демидова, Софья Валентиновна (Бари, 1904—?) — театральная актриса.

### 1958
- Круглов (Круглый), Владимир Яковлевич (1917—?) — актёр.
- Левяну, Иосиф Матвеевич (1909—1976) — актёр[4]

## 1960-е

### 1960
- Дайн, Оскар Миронович (1912—1984) — скрипач
- Сологубенко, Изяслав Иосифович (1926—1996) — актёр, режиссёр.
- Кузьминов, Фёдор Дмитриевич (1915—1989) — оперный певец.

### 1962
- Третьяк, Василий Яковлевич (1926—1989), певец[5]

### 1963
- Ерофеева, Людмила Васильевна (1937—2003), оперная певица[источник не указан 4990 дней]

### 1964
- Биешу, Мария Лукьяновна (1935—2012)
- Бэлцану, Ефим Моисеевич (1930) — певец.
- Сулак, Николай Васильевич (1936—2003) — певец.

### 1967
- Бреда, Анатолий Николаевич (1914—1994) — артист цирка, воздушный гимнаст[6].
- Вербецкий, Евгений Николаевич (1936—2007) — кларнетист[7].
- Дроздов, Валериан Александрович (1928—1984) — гобоист[8].
- Евдотьев, Алексей Николаевич (р. 1925) — флейтист[9].
- Зайчик, Владимир Степанович (1937—2022) — актёр театра и кино.
- Рогальский, Евгений Эдуардович (1926—1996) — артист цирка.
- Страхилевич, Гита Борисовна (1915—2002) — пианистка[10].

## 1970-е

### 1972
- Кодряну, Мария Петровна (род. 1949) — певица[11].

### 1973
- Ильинская, Нэся Ароновна (1922—?) — актриса-кукловод.

### 1974
- Бойкис, Даниил Залманович (1927—2004) — певец, солист хоровой капеллы «Дойна».
- Врынчану, Семён Тимофеевич (р. 1942) — фаготист[12]
- Негруца, Валериу (1940—2021) — скрипач и дирижёр.
- Уреке, Валерий Григорьевич (р. 1944) — валторнист[13]
- Янку, Ольга Михайловна (1916—1998) — пианистка, концертмейстер.

### 1975
- Левинзон, Виталий Ефимович (1929—1987) — актёр.
- Хромова, Лариса Николаевна (1940—2020) — актриса.

### 1976
- Баркарь, Гавриил Михайлович (р. 1944) — артист цирка, акробат[6]
- Бирар, Евгений Христофорович (1923—?) — тубист[14]
- Захария, Иван Николаевич (р. 1941) — флейтист[15]
- Краснопольский, Иван Владимирович (1945—2024) — кларнетист[16]

### 1977
- Гершфельд, Альфред Давидович (р. 1937) — композитор, дирижёр

### 1979
- Тома, Светлана Андреевна (р. 1947) — актриса

## 1980-е

### 1980
- Мусиенко, Анатолий Петрович (р. 1935) — кларнетист[17].
- Чепрага, Надежда Алексеевна (р. 1952) — певица.

### 1983
- Лозник, Нухим (Наум) Моисеевич (1925—1989) — скрипач.
- Розенберг, Роман Александрович (1925—?) — актёр.
- Самуил, Александр Григорьевич (р. 1950) — дирижёр.
- Таран Игорь Васильевич (1947—2023) — актёр.
- Янаки, Иван Ефимович (р. 1941) — тромбонист[18].

### 1985
- Палей (Абрамович), Александр Беньяминович (р. 1956) — пианист.
- Суручану, Ион Андреевич (р. 1949) — певец.
- Усач, Георгий Назарович (р. 1940) — трубач[13].
- Усач, Павел Назарович (р. 1938) — трубач[13].

### 1989
- Каушанский, Александр Герцович (Григорьевич) (1937—2010) — скрипач, педагог.
- Теодорович, Ион Христофорович (1954—1992) — певец.

## Год присвоения звания не установлен
- Бари, Александр Яковлевич (1897—?) — театральный актёр.
- Водэ-Мокряк, Нина Георгиевна (1937—2013) — актриса.
- Григориу, Григоре Петру (1941—2003) — актёр.
- Мотинов, Георгий Васильевич (1944—2021) — оперный певец.
- Гуцу, Алла Анатольевна (род. 1968) — певица, актриса.
- Мунтян, Михаил Иванович (р. 1943) — певец[19].
- Павленко, Ион Георгиевич (р. 1940) — оперный певец.